# TJ Čechie Karlín
TJ Čechie Karlín je jeden z nejstarších sportovních klubů v Praze, pokračovatel slavných tradic SK Čechie Karlín. Historie tohoto klubu je spjata s městskou čtvrtí Karlín.

## Historie
Na začátku klubové historie stáli fotbalisté, kteří klub v roce 1898 založili. Postupně se přidávaly další sporty a již v roce 1900 se v Čechii pěstovala např. atletika, cyklistika, bruslení a ragby. Nejslavnější etapa klubu však byla spojena s fotbalem.

## Současnost
Klub je registrován jako občanské sdružení. Od 90. let klub opustily (nebo zanikly) některé oddíly např. fotbal a softball. V současné době klub sdružuje pouze tři oddíly. Fotbal v Čechii (a v Karlíně) v podstatě zanikl. Fotbalový oddíl se sloučil s TJ Dubeč do TJ Čechie Dubeč. V místech fotbalových hřišť Čechie je dnes golfové odpaliště. Kuželna Čechie byla zničena při záplavách v srpnu 2002 a následně zbourána. Dnes je v rámci klubu nejviditelnější turistický odbor, který provozuje loděnici na Císařské louce v Praze Smíchově.

## Historické názvy
- SK (Sportovní kroužek) Slavoj Karlín (1898)
- SK (Sportovní klub) Čechie Karlín (od 1899)
- OD (Obchodní domy) Čechie Karlín (od 1949)
- ČKD Dukla Karlín (od 1951)
- Spartak Dukla Karlín (od 1953)
- TJ Čechie Karlín

## Oddíly
- kuželky
- tenis
- turistika